# Piotr Koshevói
Piotr Kirílovich Koshevói (en ruso: Пётр Кириллович Кошевой) (21 de diciembre de 1904 – 30 de agosto de 1976) fue un comandante militar soviético, Mariscal de la Unión Soviética. 
Tomó parte en la guerra civil rusa en las filas del Ejército Rojo y comandó un Cuerpo durante la Gran Guerra Patria. Fue galardonado con el título de Héroe de la Unión Soviética en dos ocasiones: en 1944, por la toma de Sapun-gora (clave para liberar Sebastopol) y en 1945, por su contribución a la toma de Königsberg. Tras la guerra comandó el Distrito Militar de Siberia entre 1957-1960, el de Kievan entre 1960-1965 y las Fuerzas Soviéticas en Alemania entre 1965-1969. Fue ascendido a Mariscal de la Unión Soviética en 1968. Está enterrado en el Cementerio Novodevichy en Moscú.